# Phantasy Star On Line Original Sound Track
『Phantasy Star On Line Original Sound Track』（ファンタシースターオンライン オリジナルサウンドトラック）は日本の『ファンタシースターオンライン』の音楽CDである。

## 解説
ドリームキャスト版『ファンタシースターオンライン』の初めての音楽CDである。そして『ファンタシースターシリーズ』初の単独音楽CDでもある。参加アーティストはLOREN、橋本寛、熊谷文恵、小林秀聡。なお、タイトルの「オンライン」部分の英綴りは、ゲームタイトルは「Online」の一単語だが、当サントラでは「On Line」の二単語に分かれている。
今作品には収録されていないが、『Phantasy Star On Line ver2』では1曲目が歌バージョンに変更。
後に発売された『ファンタシースターポータブル2』ではマルチプレイ限定クエストでの『PSO』オマージュマップに楽曲が数曲採用されている。
ジャケットは赤色がメインになっている「ヒューマー」「ハニュエール」「レイマー」「フォニュエール」の横顔イラストを起用。『ファンタシースターZERO オリジナルサウンドトラック』ではこれのオマージュイラストが採用されている。

## 収録曲
1. Phantasy Star Online OPENING THEME ~The whole new world~（Lyric Version）
2. A song for eternal story
3. Pioneer2
4. Codes of silence
5. Mother earth of dishonesty PART1
6. Mother earth of dishonesty PART2
7. Growl, from the depths of the earth
8. After the story1
9. The kink in the wind and the way PART1
10. The kink in the wind and the way PART2
11. From seeing the rough wave
12. Empty space out of control PART1
13. Empty space out of control PART2
14. The crazy program
15. You have nowhere to go
16. After the story2
17. Revolution to the origin PART1
18. Revolution to the origin PART2
19. Pray, for “IDOLA” the distorted
20. Cry, for “IDOLA” the holy
21. Can still see the light (Lylic Version) ~Phantasy Star Online ENDING THEME
22. Phantasy Star Online OPENING THEME ~The whole new world~（Wind Orchestra Version）
23. Can still see the light ~Phantasy Star Online ENDING THEME~（Wind Orchestra Version）〈CDエクストラ〉